# Shawn Michaels en Kevin Nash
Shawn Michaels en Kevin Nash, ook wel Two Dudes with Attitudes, was een professioneel worstel tag team dat actief was in de World Wrestling Federation (WWF), later World Wrestling Entertainment (WWE), eerst tussen 1993 en 1995 en later in 2003. Het team was ook bekend van de bijnamen van de leden; Heart Break Kid (Michaels) en Big Daddy Cool (Nash).

## Kampioenschappen en prestaties
- World Wrestling Federation
  - WWF Championship (1 keer – Diesel)
  - WWF Intercontinental Championship (2 keer - 1x Diesel en 1x Michaels)
  - WWF Tag Team Championship (2 keer)